# サタデイ・ナイト (スウェードの曲)
「サタデイ・ナイト」(Saturday Night) は、スウェードが、アルバム『カミング・アップ (Coming Up)』からの3枚目のシングルとして1997年1月13日にヌード・レコードからリリースした楽曲。同じアルバムからの先行シングル2枚が全英シングルチャートでトップ10入りを果たしたのに続き、このシングルも最高6位まで上昇した。
この曲のミュージック・ビデオは、既にスウェードの曲「アニマル・ナイトレイト (Animal Nitrate)」と「ビューティフル・ワンズ (Beautiful Ones)」を手がけていたペドロ・ロムハニー (Pedro Romhanyi) が監督した。このビデオには、イギリスの女優キーリー・ホーズが出演している。ビデオの撮影は、ロンドン地下鉄ピカデリー線のホルボーン駅にある、現在は使われていないプラットホームでおこなわれた。ホルボーン駅のこのプラットホームは、ロンドン地下鉄の中で唯一、撮影に使用することが許可されているプラットホームとして知られている。

## トラックリスト
以下の楽曲は、特記のない限り、いずれもブレット・アンダーソンとリチャード・オークスの共作である。
カセット
1. "Saturday Night"
2. "Picnic By The Motorway (live)"

CD1
1. "Saturday Night"
2. "W.S.D." (Anderson)
3. "Jumble Sale Mums"

CD2
1. "Saturday Night"
2. "This Time"
3. "Saturday Night (original demo)"